# Miss Piauí 2016
Miss Piauí 2016 foi a 58ª edição do tradicional concurso de beleza feminina de Miss Piauí, válido para o Miss Brasil 2016. O evento é coordenado há trinta anos pelo colunista social Nelito Marques e contou com a participação de dez candidatas municipais em busca do título que pertencia à Ana Letícia Alencar. Nesta edição, a organização decidiu apoiar o projeto "Outubro Rosa", promovido pela Fundação Maria Carvalho Santos, que tem como idealizador o mastologista Luiz Aírton. Todo valor arrecadado com a venda de ingressos para o evento foi destinada ao projeto.

## Resultados

### Colocações
| Posição   | Cidade e Candidata                 |
| Vencedora | - Floriano - Lara Lobo             |
| 2º. Lugar | - Castelo do Piauí - Pietra Aguiar |
| 3º. Lugar | - Piripiri - Yanca Fontenele       |
| 4º. Lugar | - Novo Oriente - Loysa Vasconcelos |
| 5º. Lugar | - Teresina - Kelly Santos          |

### Prêmiol Especial
O concurso distribuiu os seguintes prêmios este ano:
| Prêmio                 | Município e Candidata            |
| Miss BE Emotion        | - Esperantina - Kayra Nascimento |
| Melhor Vestido de Gala | - Floriano - Lara Lobo           |

### Ordem do Anúncio

#### Top 05
1. Castelo do Piauí
2. Teresina
3. Floriano
4. Novo Oriente
5. Piripiri

## Candidatas
Disputaram o título este ano:
- Alagoinha - Vanessa Fialho
- Castelo do Piauí - Pietra Aguiar
- Esperantina - Kayra Nascimento
- Floriano - Lara Lobo [5]
- Luís Correia - Daniele Braga
- Monsenhor Gil - Héryka Nobre [6]
- Novo Oriente - Loysa Vasconcelos
- Parnaíba - Melissa Albuquerque [7]
- Piripiri - Yanca Fontenele [8]
- Teresina - Kelly Santos [9]

## Histórico

### Desistências
Haviam sido confirmadas:
- Ilha Grande - Patrícia Oliveira [10]
- Passagem Franca - Valéria França
- São José do Divino - Beatriz Sampaio